# Paul Flaherty
Paul Flaherty (Hartford (Connecticut), 6 november 1948) is een Amerikaanse jazzsaxofonist van de freejazz en nieuwe improvisatiemuziek.

## Biografie
Flaherty begon saxofoon te spelen op 10-jarige leeftijd, waarbij hij zich aanvankelijk concentreerde op altsax, maar later ook op tenor- en sopraansaxofoon. Hij werkte begin jaren 1970 in de bands van John Ciffirelli en Gordon Cohen, maar kreeg negatieve reacties op zijn stijl en begon in plaats daarvan zelf albums uit te brengen. Zijn eerste album als leader kwam uit in 1978 en in de jaren 1980 speelde hij parttime jazz en werkte hij als huisschilder. Hij begon met wat uitgroeide tot een langdurige muzikale samenwerking met Randall Colbourne in 1988 en bracht samen een reeks albums uit met gastmuzikanten zoals Chris Corsano, Richard Downs, Marc Edwards, Jim Hunt, Greg Kelley, Mike Murray en Steve Scholz.

## Discografie

### As leader of co-leader
- 1990: Impact met Randall Colbourne, Stephen Scholz (Cadence Jazz Records)
- 1991: Primal Burn met Randall Colbourne, Richard Downs (Tulpa)
- 1992: The Fourth Way met Randall Colbourne, Stephen Scholz, Richard Downs (Tulpa)
- 1993: Cydonia met Randall Colbourne, Stephen Scholz, Mike Murray (Tulpa)
- 1994: Fat Onions met Randall Colbourne (Cadence)
- 1995: Visitants met Randall Colbourne (Zaabway)
- 1996: Third Rail met Randall Colbourne, Richard Downs (Zaabway Music)
- 1997: Resonance met Randall Colbourne, Daniel Carter, Raphe Malik, Sabir Mateen (Zaabway)
- 1999: Anahad met Randall Colbourne (Cadence)
- 2000: The Hated Music met Chris Corsano (Ecstatic Yod)
- 2001: Prana met Randall Colbourne, Richard Downs (Zaabway)
- 2001: The Ilya Tree met Greg Kelley, John Voigt, Laurence Cook (Boxholder)
- 2002: Sannyasi met Greg Kelley, Chris Corsano (Wet Paint)
- 2003: Voices (Wet Paint)
- 2005: Steel Sleet (Tyyfus)
- 2005: Kaivalya Vol. 1 met Marc Edwards (Cadence)
- 2005: The Dim Bulb met Steve Baczkowski, Chris Corsano (Wet Paint)
- 2006: Snow Blind Avalanche met Chris Corsano, C. Spencer Yeh (Important)
- 2006: A Rock in the Snow met Chris Corsano, C. Spencer Yeh (Important)
- 2006: Whirl of Nothingness (Family Vineyard)
- 2006: The Beloved Music met Chris Corsano (Family Vineyard)
- 2007: Unmuzzled Ox (Manhand)
- 2008: Aria Nativa (Family Vineyard)
- 2008: Bridge Out! met Randall Colbourne (Family Vineyard)
- 2009: New York Nuts and Boston Baked Beans met Greg Kelley, C. Spencer Yeh (Important)
- 2010: An Airless Field met Bill Nace (Ecstatic Peace!)
- 2011: Broken Staircase met Bill Nace (Wet Paint)
- 2011: No, the Sun Open Mouth met Bill Nace (Open Mouth)
- 2014: Low Cost Space Flights met Chris Corsano (Feeding Tube)
- 2014: Ironic Havoc met Randall Colbourne (Relative Pitch)
- 2016: Dragonfly Breath III: Live at the Stone met Steve Swell, Weasel Walter, C. Spencer Yeh (Not Two)
- 2017: The Dull Blade met Steve Baczkowski, Chris Corsano (Feeding Tube)
- 2020: Dead Centipedes met Randall Colbourne, James Chumley Hunt (Econore)